# جائزة بريطانيا الكبرى 1950
جائزة بريطانيا الكبرى 1950 هو سباق فورمولا 1 أقيم بتاريخ 13 مايو 1950 في حلبة سلفرستون، سيلفرستون، إنجلترا. كان الأول من أصل 7 في بطولة العالم لسباقات الفورمولا واحد موسم 1950. حلّ الإيطالي جوزيبي فارينا أولا بينما حلّ الإيطالي لويجي فاجيولي في المركز الثاني وحصل على المركز الثالث ريج بارنيل. كان السباق هو أول سباق في بطولة العالم للفورمولا 1 في الحقبة الحديثة.